# Bryan Houghton
Bryan Houghton (1911 – 19. listopadu 1992 Viviers, Francie) byl anglický katolický kněz a spisovatel, jeden z předních představitelů britského a francouzského tradičního katolicismu. Česky vyšly jeho romány Juditin kříž a Mitra a hůl.

## Život
Narodil se v bohaté anglikánské rodině, většinu dětství strávil v jižní Francii, kde získal vícero katolických přátel, pod jejichž vlivem později konvertoval ke katolicismu.
Po studiích na Oxfordu absolvoval studium bohoslovectví v Římě a 30. března 1940 byl vysvěcen na kněze. Byl farářem ve Sloughu (1940–1954) a Bury St Edmunds (1954–1969). 29. listopadu 1969 raději rezignoval z úřadu faráře a požádal o odchod do předčasného důchodu, než aby akceptoval pokoncilní liturgické reformy a začal sloužit mši Pavla VI.
Na důchod se vrátil do jižní Francie, kde s povolením biskupa sloužil až do své smrti tridentskou mši a věnoval se pěstění zeleniny a psaní. Měl velmi dobré vztahy s tradicionalistickým opatstvím Sainte-Madeleine du Barroux.

## Dílo
- St.Edmund: King and Martyr (1970)
- Mitre and Crook (1979) - česky vyšlo pod jménem Mitra a hůl (2020); francouzsky pod titulem La paix du Mgr. Forester (1982)
- Judith's Marriage (1984; revidované vydání 1994) - česky vyšlo pod jménem Juditin kříž (Hesperion, 2018); francouzsky pod titulem Le Mariage de Judith (1994)
- Irreligion (1987)
- Unwanted Priest (1990, revidované a rozšířené vydání 2005) - autobiografie[1] ; francouzsky pod titulem Prêtre rejeté (1990), česky vyšlo pod jménem Zbytečný kněz (Hesperion, 2023)